# Podalonia mickeli
Podalonia mickeli är en biart som beskrevs av Murray 1940. Podalonia mickeli ingår i släktet Podalonia och familjen grävsteklar. Inga underarter finns listade i Catalogue of Life.